# William Latimer (Adliger, † 1268)
William Latimer (auch William le Latimer) († 1268) war ein englischer Adliger.
William Latimer war ein Kronvasall mit Besitzungen in Yorkshire und Lincolnshire. Als vertrauter Ritter im Dienst von König Heinrich III. diente er von 1254 bis 1260 und von 1266 bis 1267 als Sheriff von Yorkshire. Von 1258 bis 1265 war er zudem Verwalter der heimgefallen Kronlehen nördlich des Trent.
Mit seiner Frau, deren Identität unbekannt ist, hatte Latimer mehrere Kinder, darunter:
- William Latimer, 1. Baron Latimer († 1304)
- John Latimer († vor 1282)

Seine beiden Söhne heirateten die Schwestern Alice und Christiana Ledet, die die Besitzungen ihres Vaters Walter Ledet in Northamptonshire erbten. Latimers Haupterbe wurde sein ältester Sohn William, während der jüngere Sohn John durch das Erbe seiner Frau Christiana eine Nebenlinie der Familie in Braybrooke in Northamptonshire begründen konnte.